# Moderato de Bonis
Le Moderato, op. 95, est une œuvre de la compositrice Mel Bonis, datant de 1931.

## Composition
Mel Bonis compose son Moderato pour grand orgue en 1931. Il aurait été composé spécifiquement pour l'anniversaire de professorat de son dédicataire, Désiré Walter. L'œuvre présente trois manuscrits avec comme intitulés « Pièce pour grand-orgue » et « Pièce pour orgue, Moderato ». Elle est publiée à titre posthume par les éditions Carrara sous le titre de « Cantabile » en 1971, puis par les éditions Armiane en 2011.

## Analyse
L'œuvre fait partie d'un corpus de pièces dont le titre est une allure de mouvement.

## Réception
En 1931, la compositrice envoie à Désiré Walter deux pièces pour orgue, pour célébrer son cinquantenaire de professorat à Notre-Dame-de-Mongré. Parmi ces deux pièces, on trouve la Toccata ainsi qu'un « Andante », qui s'avèrerait plutôt être le Moderato. Il semble aussi que l'organiste et compositeur Henri Letocart soit intervenu dans l'écriture des registrations et de l'adaptation de l'œuvre.

## Discographie
- Bonis: L'œuvre pour orgue, Georges Lartigau (orgue), Ligia, 2018.

## Sources
- Étienne Jardin, Mel Bonis (1858-1937) : parcours d'une compositrice de la Belle Époque, 2020 (ISBN 978-2-330-13313-9 et 2-330-13313-8, OCLC 1153996478, lire en ligne)